# Arvydas Akstinavičius
Arvydas Akstinavičius (* 24. Mai 1960 in Vilnius) ist ein litauischer Politiker.

## Leben
Nach dem Abitur mit Auszeichnung an der 7. Mittelschule in Žirmūnai absolvierte er  1986 das Studium der Medizin an der Vilniaus universitetas und arbeitete als Psychiater im Psychiatrie-Krankenhaus in Naujoji Vilnia, danach bis 1996 als Neurologe in der 9. Poliklinik Vilnius. Von 1991 bis 1996 war er Gehilfe im Seimas, von 1996 bis 2000 Mitglied des Seimas (Mitglied des Ausschusses für Menschenrechte). 
Ab 1989 war er Mitglied der Lietuvos socialdemokratų partija, ab 1999 der Lietuvos socialdemokratų sąjunga (LSS), ab 2003 Leiter von LSS. Seit 2020 ist er Mitglied von Krikščionių sąjunga.